# Gueto
Gueto (do italiano ghetto) é um bairro ou região de uma cidade onde vivem os membros de uma etnia ou qualquer outro grupo minoritário, frequentemente devido a injunções, pressões ou circunstâncias econômicas ou sociais. Por extensão, designa todo estilo de vida ou tipo de existência resultante de tratamento discriminatório.
Na história recente, durante a Segunda Guerra Mundial os guetos eram regiões urbanas que isolavam e concentravam a população judaica local. Os alemães estabeleceram pelo menos mil guetos na Polônia e na União Soviética. O gueto de Varsóvia ficou famoso pela resistência que ofereceu à dominação nazista.

## Etimologia
Existem diversas teorias a respeito da origem da palavra. Uma delas estabelece que o termo provém do latim jacere ("atirar", "jogar"), raiz de palavras como 'projeto', 'injetar', 'adjetivo' e 'jato'. Já outros estudiosos consideram que a palavra seja uma contração de borghetto, diminutivo de borgo ("burgo").
No dialeto veneziano, 'ghetto' era o nome de uma ilha onde existia uma fundição que fabricava peças de artilharia. Mais tarde, em 1516, quando os judeus de Veneza foram obrigados a viver nessa ilha, o termo passou a designar a zona de uma cidade onde uma minoria étnica ou social vivia confinada. Da Itália, a palavra passou para a maioria das línguas europeias.

## Guetos judaicos na Europa

### Entre os séculos XIII e XVIII
Os primeiros guetos apareceram na Alemanha e na Península Ibérica no século XIII, mas alguns autores usam a mesma palavra para designar as cidades de destino para onde o Império Romano deportava judeus entre os séculos I e IV d.C.
O termo gueto vem do Gueto de Veneza do século XIV. Antes da designação desta parte da cidade para os judeus, era uma fundição de ferro (gueto), e daí o nome. Outras etimologias sugeridas para a palavra incluem a palavra grega Ghetonia (Γειτονία, vizinhança), a italiana borghetto para "pequena vizinhança" ou a palavra hebraica get, literalmente "nota de divórcio." A partir do exemplo do gueto de Veneza, o nome foi usado para vizinhanças judaicas. Em Castela, eram chamadas de Judería e em Maiorca, call. Em Portugal eram chamadas de "Judiaria". Curiosamente, o quarteirão judaico de Veneza era uma zona rica da cidade, habitada por mercadores e emprestadores de dinheiro.
Em 1555, o Papa Paulo IV criou o Gueto Romano e emitiu um cânone (lei papal) para forçar os Judeus a viver numa área especificada. Este foi também o último gueto a ser abolido na Europa Ocidental, em 1883. O Papa Pio V recomendou que todos os estados fronteiriços introduzissem guetos e no início do século XVII todas as principais cidades tinham um (com as excepções em Itália de Livorno e Pisa). Na Europa central, guetos existiam em Praga, Frankfurt am Main, Mogúncia e noutros lugares.
O caráter dos guetos variou ao longo do tempo. Em alguns casos, o gueto era um quarteirão com uma população relativamente rica, por exemplo o gueto judeu em Veneza. Em outros casos, os guetos eram pobres.
Os judeus não podiam adquirir terra fora dos guetos portanto, durante períodos de crescimento populacional, os guetos ficavam estreitos, altos e as casas superpopuladas. Residentes tinham o seu sistema de justiça. À volta do gueto havia por vezes muros e durante pogroms eram fechados desde o interior ou desde o exterior durante o Natal e Páscoa. Frequentemente, os residentes do gueto tinham de ter um passe para se poderem dirigir a sítios fora do gueto.
Os guetos judeus foram progressivamente abolidos e seus muros demolidos, no século XIX, no seguimento dos ideais do iluminismo, a revolução francesa e os direitos do homem.
Esses guetos não eram hermeticamente fechados, tendo mais o aspecto das áreas comunitárias, características do SHTEL na área de estabelecimento de um tipo ainda hoje encontrado entre judeus da diáspora.
Ocasionalmente, no entanto, o confinamento em guetos foi imposto aos judeus, sendo proibidos de morar em outro lugar. Isso aconteceu em Roma em 1556, sob o Papa Pio IV, e só no fim do século XIX foi permitido aos judeus de Roma morar em qualquer parte da cidade. Ao separar os judeus dos cristãos, a Igreja visava a proteger estes últimos do contato com a heresia judaica e dos supostos malefícios do Libelo de sangue.
Os judeus do gueto eram obrigados a viver em condições de superpopulação e sujeira, com suas casas muito próximas umas das outras e sujeitas ao risco de incêndio. Na velha zona judaica de Praga, o cemitério do gueto ficou tão apinhado que os mortos eram enterrados junto à superfície, em sepulturas já ocupadas. A vida nos guetos teve, no entanto, a vantagem de estimular o auto governo entre os judeus, e ajudou a evitar a assimilação.

### Entre os seculos XIX e XX
Durante o Holocausto nazista, os judeus eram arrebanhados nos guetos, em sua rota para o extermínio nos campos de concentração. Os alemães concentravam os judeus em regiões urbanas, o objetivo era isolar e separar-los das comunidades envolventes e de outros grupos judaicos. Em muitos lugares o isolamento dos guetos durou relativamente pouco tempo: alguns existiram por poucos dias, outros alguns meses ou anos.  Com a implementação da "Solução Final", ou seja, o plano de extermínio de todos os judeus da Europa iniciado no final de 1941, o governo nazi foi sistematicamente destruindo os guetos. Havia três tipos de guetos: os guetos fechados, os guetos abertos, e os guetos de destruição.
Dezenas de milhares de judeus da Europa ocidental foram deportados para guetos no leste europeu.Um dos maiores guetos, foi o gueto de Varsóvia, onde os judeus desencadearam uma revolta (ver: levante do Gueto de Varsóvia) desesperada contra o exército alemão em 19 de abril de 1943. Esse levante só veio a ser esmagado com a destruição física de toda a área do gueto.

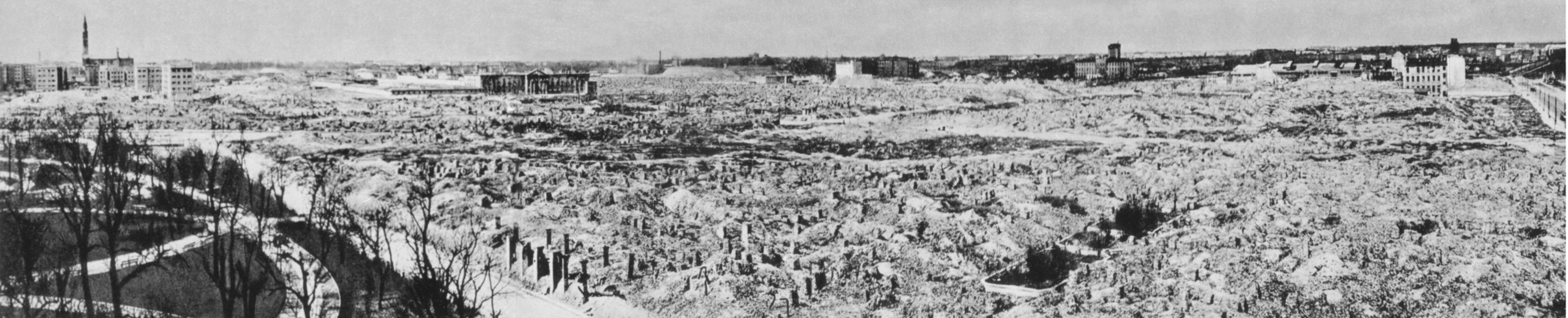
Após o levante, Hitler ordenou que o gueto de Varsóvia fosse destruído. Foto de suas ruínas em 1945.

Localização dos principais guetos na Europa (assinalados com estrelas de Davi) durante a II Guerra Mundial